# Reggie Bullock
Pour les articles homonymes, voir Bullock.
Reginald Ryedell Bullock, né le 16 mars 1991 à Baltimore dans le Maryland, est un joueur américain de basket-ball. Il mesure 1,98 m, et évolue aux postes d'arrière et d'ailier.

## Carrière
Reggie Bullock est drafté par les Clippers de Los Angeles en 25e position.
Le 2 juillet 2015, il est transféré avec Danny Granger et Marcus Morris aux Pistons de Détroit contre un second tour de Draft 2020 de la NBA.
Le 6 février 2019, il est envoyé aux Lakers de Los Angeles en échange de Sviatoslav Mykhaïliouk et un pick de second tour de draft.
Le 1er juillet 2019, il s'engage aux Knicks de New York pour deux saisons.
Agent libre à l'été 2021, Reggie Bullock signe un contrat de 30,5 millions de dollars sur trois ans avec les Mavericks de Dallas.
Il est transféré en juillet 2023 vers les Spurs de San Antonio dans le cadre du sign-and-trade de Grant Williams aux Mavericks de Dallas. Bullock quitte les Spurs en septembre. Il s'engage avec les Rockets de Houston dans la foulée.

## Statistiques

### Université
| Saison    | Équipe         | Matchs | Titul. | Min./m | % Tir | % 3pts | % LF | Rbds/m. | Pass/m. | Int/m. | Ctr/m. | Pts/m. |
| --------- | -------------- | ------ | ------ | ------ | ----- | ------ | ---- | ------- | ------- | ------ | ------ | ------ |
| 2010-2011 | North Carolina | 27     | 0      | 14,5   | 36,7  | 29,6   | 56,5 | 2,80    | 0,60    | 0,70   | 0,10   | 6,10   |
| 2011-2012 | North Carolina | 38     | 18     | 25,4   | 42,8  | 38,2   | 72,7 | 5,10    | 1,40    | 0,70   | 0,20   | 8,80   |
| 2012-2023 | North Carolina | 35     | 35     | 31,4   | 48,3  | 43,6   | 76,7 | 6,50    | 2,90    | 1,30   | 0,30   | 13,90  |
| Carrière  | Carrière       | 100    | 53     | 24,6   | 43,9  | 38,7   | 72,0 | 5,00    | 1,70    | 0,90   | 0,20   | 9,90   |

### Professionnelles

#### Saison régulière
| Saison    | Équipe        | Matchs | Titul. | Min./m | % Tir | % 3pts | % LF | Rbds/m. | Pass/m. | Int/m. | Ctr/m. | Pts/m. |
| --------- | ------------- | ------ | ------ | ------ | ----- | ------ | ---- | ------- | ------- | ------ | ------ | ------ |
| 2013-2014 | L.A. Clippers | 43     | 0      | 9,2    | 35,5  | 30,1   | 77,8 | 1,30    | 0,30    | 0,20   | 0,10   | 2,70   |
| 2014-2015 | L.A. Clippers | 25     | 2      | 10,5   | 42,6  | 38,5   | 80,0 | 1,60    | 0,20    | 0,40   | 0,10   | 2,60   |
| 2014-2015 | Phoenix       | 11     | 0      | 6,8    | 06,3  | 00,0   | 50,0 | 0,90    | 0,20    | 0,10   | 0,20   | 0,40   |
| 2015-2016 | Détroit       | 37     | 0      | 11,6   | 43,9  | 41,5   | 93,3 | 1,80    | 0,70    | 0,30   | 0,10   | 3,30   |
| 2016-2017 | Détroit       | 31     | 5      | 15,1   | 42,2  | 38,4   | 71,4 | 2,10    | 0,90    | 0,60   | 0,10   | 4,50   |
| 2017-2018 | Détroit       | 62     | 52     | 27,9   | 48,9  | 44,5   | 79,6 | 2,50    | 1,50    | 0,80   | 0,20   | 11,30  |
| 2018-2019 | Détroit       | 44     | 44     | 30,8   | 41,3  | 38,8   | 87,5 | 2,80    | 2,50    | 0,50   | 0,10   | 12,10  |
| 2018-2019 | L.A. Lakers   | 19     | 16     | 27,6   | 41,2  | 34,3   | 81,0 | 2,60    | 1,10    | 0,80   | 0,40   | 9,30   |
| 2019-2020 | New York      | 29     | 19     | 23,6   | 40,2  | 33,3   | 81,0 | 2,30    | 1,40    | 0,90   | 0,10   | 8,10   |
| 2020-2021 | New York      | 65     | 64     | 30,0   | 44,2  | 41,0   | 90,9 | 3,40    | 1,50    | 0,80   | 0,20   | 10,90  |
| 2021-2022 | Dallas        | 68     | 37     | 28,0   | 40,1  | 36,0   | 83,3 | 3,50    | 1,20    | 0,60   | 0,20   | 8,60   |
| 2022-2023 | Dallas        | 78     | 55     | 30,3   | 40,9  | 38,0   | 70,3 | 3,60    | 1,40    | 0,70   | 0,20   | 7,20   |
| Carrière  | Carrière      | 512    | 294    | 23,7   | 42,5  | 38,4   | 82,7 | 2,70    | 1,20    | 0,60   | 0,10   | 7,70   |

#### Playoffs
| Saison   | Équipe        | Matchs | Titul. | Min./m | % Tir | % 3pts | % LF | Rbds/m. | Pass/m. | Int/m. | Ctr/m. | Pts/m. |
| -------- | ------------- | ------ | ------ | ------ | ----- | ------ | ---- | ------- | ------- | ------ | ------ | ------ |
| 2014     | L.A. Clippers | 2      | 0      | 2,5    | 100,0 | 00,0   | 00,0 | 0,00    | 0,50    | 0,00   | 0,00   | 1,00   |
| 2016     | Détroit       | 2      | 0      | 11,0   | 83,3  | 66,7   | 00,0 | 1,00    | 1,50    | 0,50   | 0,00   | 6,00   |
| 2021     | New York      | 5      | 5      | 32,4   | 38,5  | 34,5   | 80,0 | 3,40    | 1,20    | 0,60   | 0,20   | 8,80   |
| 2022     | Dallas        | 18     | 18     | 39,3   | 40,4  | 39,7   | 88,9 | 4,60    | 1,70    | 1,20   | 0,10   | 10,60  |
| Carrière | Carrière      | 27     | 23     | 33,2   | 41,6  | 39,3   | 87,0 | 3,70    | 1,50    | 1,00   | 0,10   | 9,20   |

## Records sur une rencontre en NBA
Les records personnels de Reggie Bullock en NBA sont les suivants, :
| Type de statistique        | Saison régulière | Saison régulière            | Saison régulière | Playoffs | Playoffs                   | Playoffs      |
| Type de statistique        | Record           | Adversaire                  | Date             | Record   | Adversaire                 | Date          |
| -------------------------- | ---------------- | --------------------------- | ---------------- | -------- | -------------------------- | ------------- |
| Points                     | 33               | @ Timberwolves du Minnesota | 19 décembre 2018 | 21       | @ Warriors de Golden State | 20 mai 2022   |
| Paniers marqués            | 12               | @ Timberwolves du Minnesota | 19 décembre 2018 | 7        | Suns de Phoenix            | 12 mai 2022   |
| Paniers tentés             | 21               | 2 fois                      | 2 fois           | 15       | Suns de Phoenix            | 12 mai 2022   |
| Paniers à 3 points réussis | 8                | @ Trail Blazers de Portland | 14 janvier 2023  | 6        | 2 fois                     | 2 fois        |
| Paniers à 3 points tentés  | 14               | Heat de Miami               | 7 février 2021   | 11       | Suns de Phoenix            | 12 mai 2022   |
| Lancers francs réussis     | 6                | 76ers de Philadelphie       | 4 février 2022   | 3        | 3 fois                     | 3 fois        |
| Lancers francs tentés      | 6                | 2 fois                      | 2 fois           | 3        | 4 fois                     | 4 fois        |
| Rebonds offensifs          | 4                | 2 fois                      | 2 fois           | 3        | 2 fois                     | 2 fois        |
| Rebonds défensifs          | 13               | @ Spurs de San Antonio      | 15 mars 2023     | 6        | 6 fois                     | 6 fois        |
| Rebonds totaux             | 13               | @ Spurs de San Antonio      | 15 mars 2023     | 7        | 3 fois                     | 3 fois        |
| Passes décisives           | 6                | 6 fois                      | 6 fois           | 4        | 2 fois                     | 2 fois        |
| Interceptions              | 4                | 2 fois                      | 2 fois           | 3        | 2 fois                     | 2 fois        |
| Contres                    | 2                | 5 fois                      | 5 fois           | 1        | 2 fois                     | 2 fois        |
| Balles perdues             | 4                | @ Pacers de l'Indiana       | 28 décembre 2018 | 2        | @ Suns de Phoenix          | 15 mai 2022   |
| Minutes jouées             | 47               | 76ers de Philadelphie       | 21 mars 2021     | 46       | @ Jazz de l'Utah           | 23 avril 2022 |

- Double-double : 1
- Triple-double : 0

Dernière mise à jour : 14 mars 2023

## Salaires
| Saison    | Equipe             | Salaire     |
| --------- | ------------------ | ----------- |
| 2017-2018 | Pistons de Detroit | 2 500 000 $ |